# یواس‌اس اتاوا (ای‌کی‌ای-۱۰۱)
یواس‌اس اتاوا (ای‌کی‌ای-۱۰۱) (به انگلیسی: USS Ottawa (AKA-101)) یک کشتی بود که طول آن ۴۵۹ فوت (۱۴۰ متر) بود. این کشتی در سال ۱۹۴۴ ساخته شد.